# Кооптація
Коопта́ція (лат. cooptatio — «додаткове обрання») — введення до складу виборного органу нових членів або кандидатів власним рішенням даного органу без проведення додаткових виборів. Кооптація може надалі затверджуватися на загальних зборах відповідної організації, якщо того вимагають її установчі документи.

Кооптація є вид «обрання зверху», чим потенційно створює ґрунт для зловживань: керівні працівники, таким чином, отримують можливість захистити себе від впливу нижчої маси, обираючи тільки «зручних» для себе членів-однодумців. Тому вона часто зазнає критики, як недемократичний метод виборів.
Кооптація також належить до процесу, за допомогою якого група підпорядковує або виховує меншу або слабшу групу з відповідними інтересами; або, подібним чином, процес, за допомогою якого одна група здобуває конверсію з іншої групи шляхом тиражування деяких її аспектів без прийняття повної програми чи ідеалу («неформальна кооптація»). Кооптація пов'язана з культурною тактикою відновлення сил і часто розуміється як її синонім.